# Lexington (Mississippi)
Lexington település az Amerikai Egyesült Államok Mississippi államában, Holmes megyében, melynek megyeszékhelye is. Lakosainak száma 1602 fő (2020. április 1.).

## Népesség
A település népességének változása:

| 2010 | 1 731 |
| 2020 | 1 602 |